# Hormathia insignis
Hormathia insignis är en havsanemonart som först beskrevs av Stephenson 1918.  Hormathia insignis ingår i släktet Hormathia och familjen Hormathiidae. Inga underarter finns listade i Catalogue of Life.